# Kabinett Biedenkopf III
Das Kabinett Biedenkopf III amtierte von 1999 bis 2002 als dritte Sächsische Staatsregierung. Die Wahl zum 3. Sächsischen Landtag am 19. September 1999 ermöglichte der seit 1990 regierenden CDU von Ministerpräsident Kurt Biedenkopf die Fortführung ihrer Alleinregierung. Ein leichter Verlust von 1,2 Prozentpunkten gegenüber der Wahl 1994 brachte der Regierungspartei ein Ergebnis von 56,9 Prozent der Zweitstimmen und 76 der 120 Sitze im Landesparlament.
In der konstituierenden Sitzung des Landtags am 13. Oktober 1999 wählten die Abgeordneten den Amtsinhaber Kurt Biedenkopf erneut zum Ministerpräsidenten. Auf ihn entfielen 75 Stimmen bei 40 Gegenstimmen und vier Enthaltungen. In der 2. Sitzung am 27. Oktober 1999 wurden die vom Regierungschef ernannten elf Staatsminister vor dem Landtag vereidigt.
Nach fast zwölf Jahren Amtszeit erklärte Ministerpräsident Biedenkopf zum 17. April 2002 seinen Rücktritt. Damit endete gemäß Artikel 68 Absatz 2 der Verfassung des Freistaates Sachsen auch die Amtszeit des Kabinetts. Am Folgetag wurde Biedenkopf vom CDU-Landesvorsitzenden und ehemaligen Finanzminister Georg Milbradt abgelöst. Bis zur Amtsübernahme der von Milbradt gebildeten Staatsregierung am 2. Mai 2002 blieben die Regierungsmitglieder geschäftsführend im Amt.

## Mitglieder der Staatsregierung
| Amt                                                         | Name                                                                            | Partei | Partei |
| ----------------------------------------------------------- | ------------------------------------------------------------------------------- | ------ | ------ |
| Ministerpräsident                                           | Kurt Biedenkopf (bis 17. April 2002)                                            |        | CDU    |
| Stellvertreter des Ministerpräsidenten                      | Hans Geisler                                                                    |        | CDU    |
| Staatsminister des Innern                                   | Klaus Hardraht                                                                  |        | CDU    |
| Staatsminister der Finanzen                                 | Georg Milbradt (bis 31. Januar 2001) Thomas de Maizière (ab 31. Januar 2001)    | CDU    |        |
| Staatsminister der Justiz                                   | Steffen Heitmann (bis 12. September 2000) Manfred Kolbe (ab 15. September 2000) | CDU    |        |
| Staatsminister für Kultus                                   | Matthias Rößler                                                                 | CDU    |        |
| Staatsminister für Wissenschaft und Kunst                   | Hans Joachim Meyer                                                              | CDU    |        |
| Staatsminister für Wirtschaft und Arbeit                    | Kajo Schommer                                                                   | CDU    |        |
| Staatsminister für Soziales, Gesundheit, Jugend und Familie | Hans Geisler                                                                    | CDU    |        |
| Staatsminister für Umwelt und Landwirtschaft                | Steffen Flath                                                                   |        | CDU    |
| Staatsminister und Chef der Staatskanzlei                   | Thomas de Maizière (bis 31. Januar 2001) Georg Brüggen (ab 6. Februar 2001)     |        | CDU    |
| Staatsminister für Bundes- und Europaangelegenheiten        | Stanislaw Tillich                                                               |        | CDU    |
| Staatsministerin für die Gleichstellung von Frau und Mann   | Christine Weber                                                                 |        | CDU    |